# أولاد شبل
بلدية أولاد شبل مدينة جزائرية تابعة لولاية الجزائر وهي بلدية تابعة لدائرة بئر توتة
- عدد السكان في 2006 كان 18,682ن
- الرمز البريدي 09440

## مواضيع ذات صلة
- تاريخ ولاية الجزائر
- بلديات ولاية الجزائر
- دوائر ولاية الجزائر